# Споменик српском сељаку
Споменик српском сељаку, као једини у Србији, подигнут је 2017. године у Главинцима, насељеном месту на територији града Јагодине, приликом обележавања 280 година постојања села.
Подигли су га мештани у знак захвалности селу и старијим генерацијама, а у циљу очувања традиције и сећања на некадашњи начин обрађивања њива. Због тога сељак у једној руци носи мотику, а у другој тестију, земљану посуду за воду, док сељанка, која иде иза њега, носи корпу са храном и мали будак. Споменик је направљен од бетона, а патиниран је бронзом. Споменик је открио најстарији становник Главинаца Живко Васиљевић.
Споменик је рад вајара Ивана Марковића из Јагодине.